# Nils Ekengren
Nils Ekengren, född 12 juli 1737 i Trehörna socken, död 22 mars 1818 i Västra Stenby socken, han var en svensk kyrkoherde i Stens församling och Västra Stenby församling.

## Biografi
Nils Ekengren föddes 12 juli 1737 på Ekeberg i Trehörna socken. Han var son till bonden Måns Nilsson och Anna Svensdotter. Ekengren blev höstterminen 1762 student vid Uppsala universitet, Uppsala och prästvigdes 12 maj 1766. Han blev 24 maj 1775 komminister i Heda församling, Röks pastorat och tog pastoralexamen 24 november 1791. Ekengren blev 15 april 1801 kyrkoherde i Stens församling, Stens pastorat, tillträde 1803. Under hans tid uppgick Sten församling 1813 i Kälvestens församling,s om bytte namn till Västra Stenby församling, Västra Stenby pastorat. Han avled 22 mars 1818 i Västra Stenby socken.

### Familj
Ekengren gifte sig 26 oktober 1775 med Anna Charlotta Eklund (1755–1832). Hon var dotter till traktören Lars Eklund och Christina Allard i Finspång. De fick tillsammans barnen Lars Magnus, Anna Christina Charlotta (född 1780), Carl Niclas (född 1788), Beata Jacobina (1791–1794) och Gustava Carolina (född 1793).